# Ernst Westphal (sculpteur)
Pour les articles homonymes, voir Ernst Westphal.
Ernst Westphal ou Ernst Westpfahl, né le 20 octobre 1851 à Lübeck et mort le 26 septembre 1926 à Berlin, est un sculpteur et médailleur allemand.

## Œuvre

Œuvres d'Ernst Westphal
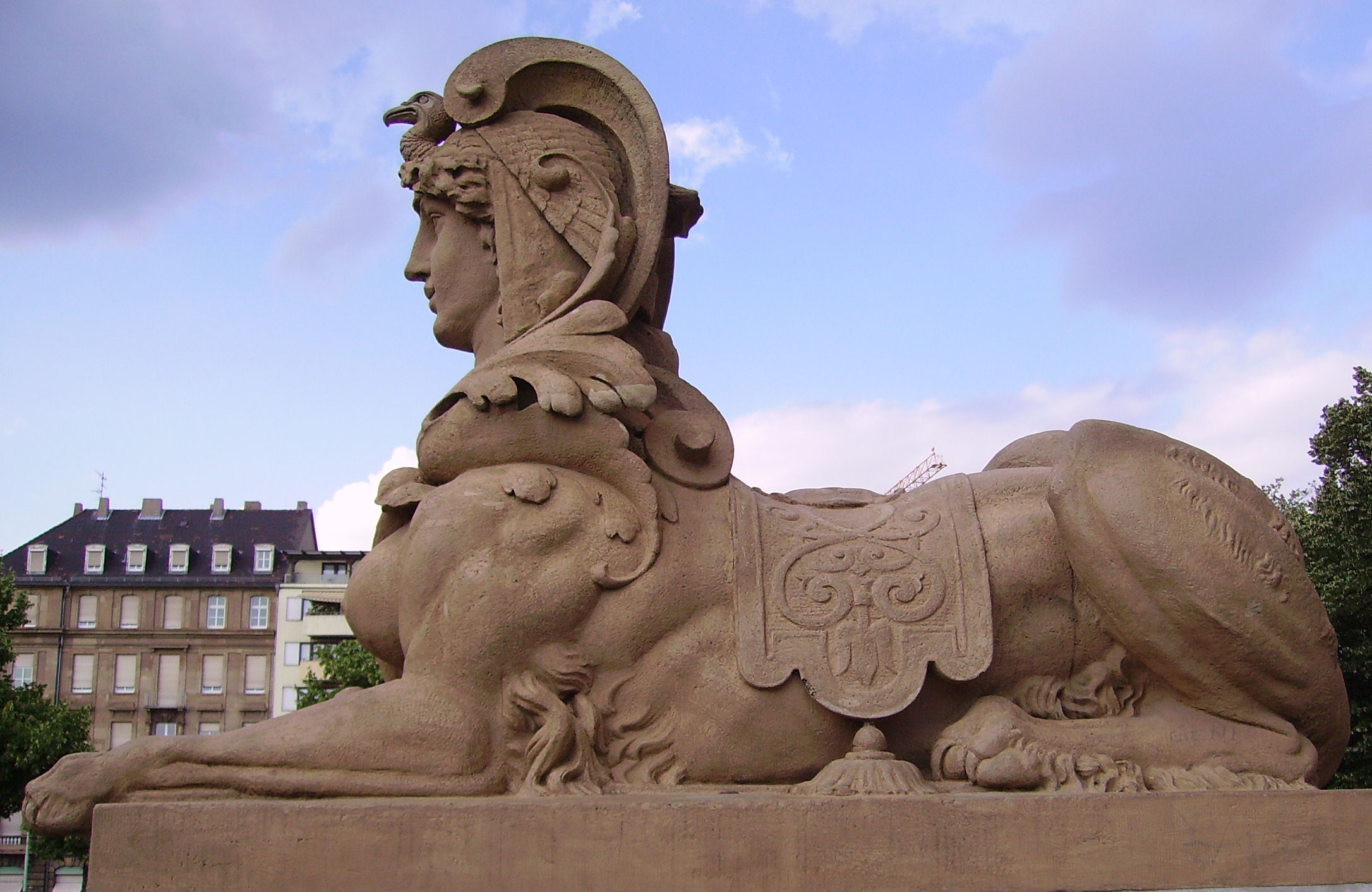
Sphinx sur le Mannheimer Wasserturm (de).
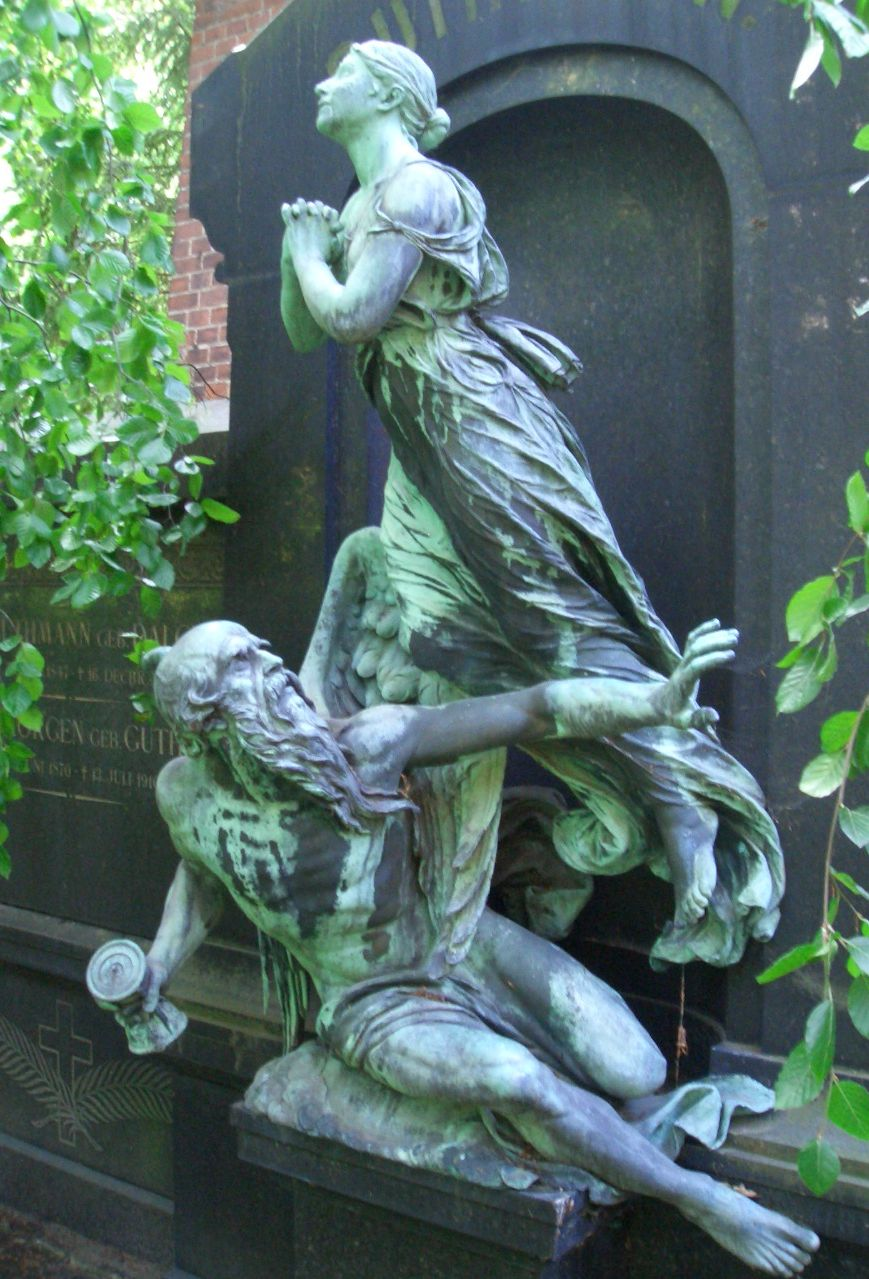
Monument funéraire Guthmann, Berlin, Cimetière de Wannsee (Lindenstraße).
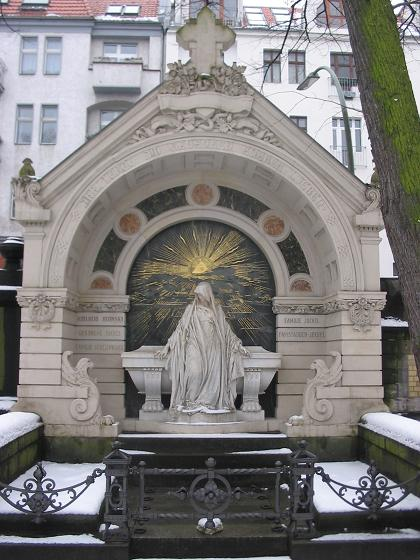
(de) Monument funéraire de Carl Hofmann, statue par Geiger, ornements par Westphal, Berlin, ancien cimetière Saint-Matthieu.